# 月銼鱗魨
月銼鱗魨為輻鰭魚綱魨形目鱗魨亞目鱗魨科的其中一種，為熱帶海水魚，由John E. Randall和Roger C. Steene於1983年首次描述，分布於太平洋區，從澳洲至皮特凱恩群島海域，本魚體呈長橢圓形，吻端位且長，尾柄上有一條鑲藍邊寬闊的黑色條，尾柄前面有一條鑲藍邊黑色的彎曲線，該物種因此得名“lunula”，拉丁語中的意思是“新月”，橙黃色帶從上唇基部開始，穿過頭部延伸至胸基部，腹部有黑色斑塊，從頭頂至胸鰭基部有2條色黑橫紋及1條淡藍色橫帶，最大體深為標準長度的2.2%至2.6%，尾鰭有新月狀的黃色塊邊緣為褐色，體長可達28公分，棲息在礁石區，生活習性不明。